# Lynmouth (Regno Unito)

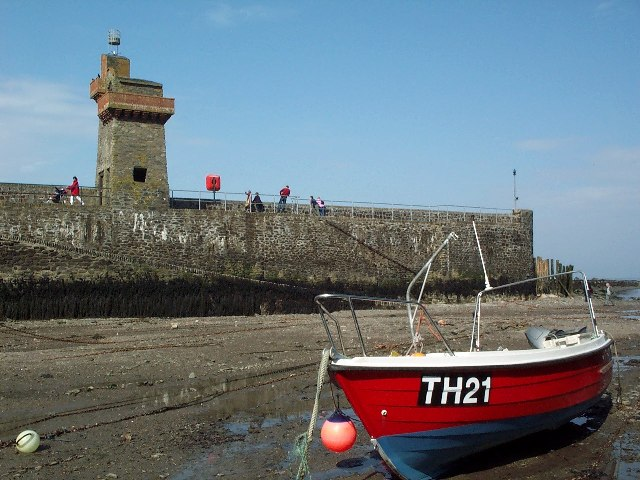
Il porticciolo di Lynmouth

Lynmouth è un villaggio di pescatori e meta turistica della costa settentrionale del Devon, nel sud-ovest dell'Inghilterra.

La località, affacciata sull'Oceano Atlantico e situata sulla confluenza dei fiumi West Lyn ed East Lyn, fa parte del parco nazionale di Exmoor e, dal punto di vista amministrativo, della parrocchia civile di Lynton and Lynmouth, nel distretto del North Devon.

## Geografia fisica

### Collocazione
Il villaggio di Lynmouth si trova a ca. 150 km a sud-ovest di Bristol e a ca. 50 km a nord-est di Appledore.

È "sovrastato" da una collina su cui si trova il dirimpettaio villaggio di Lynton, collegato a Lynmouth da una funicolare.

## Storia

### L'alluvione del 1952
Nella notte tra il 15 e 16 agosto 1952, il villaggio è stato colpito da una disastrosa alluvione, che causò la morte di 34 persone.

## Economia
La località vive soprattutto di turismo. Tra i prodotti tipici, molto famosa è la panna prodotta in loco.